# Magnolia koordersiana
Magnolia koordersiana är en magnoliaväxtart som först beskrevs av Hans Peter Nooteboom, och fick sitt nu gällande namn av Richard B. Figlar. Magnolia koordersiana ingår i släktet Magnolia och familjen magnoliaväxter. Inga underarter finns listade i Catalogue of Life.